# Station Thatto Heath
Thatto Heath is een spoorwegstation van National Rail in Thatto Heath, St. Helens in Engeland. Het station is eigendom van Network Rail en wordt beheerd door Northern Rail. 